# Psammoecus vittifer
Psammoecus vittifer là một loài bọ cánh cứng trong họ Silvanidae. Loài này được Blackburn miêu tả khoa học năm 1903.